# Reninghelst
Reninghelst, en néerlandais Reningelst est une section de la ville belge de Poperinge située en Région flamande dans la province de Flandre-Occidentale. Le village a environ 1 400 habitants. C'était une commune à part entière avant la fusion des communes de 1977.
Le hameau La Clytte qui appartenait à Reninghelst (appelé Rinnegèst localement) avant les fusions communales (1976), est devenu en 1977 le noyau résidentiel de la commune de Heuvelland. Le dernier bourgmestre de la double commune Reninghelst-La Clytte était Émile Vandelanotte.

## Démographie

### Évolution démographique
- Sources : INS, Rem. : 1831 jusqu'en 1970 = recensements, 1976 = nombre d'habitants au 31 décembre[2].

## Curiosités

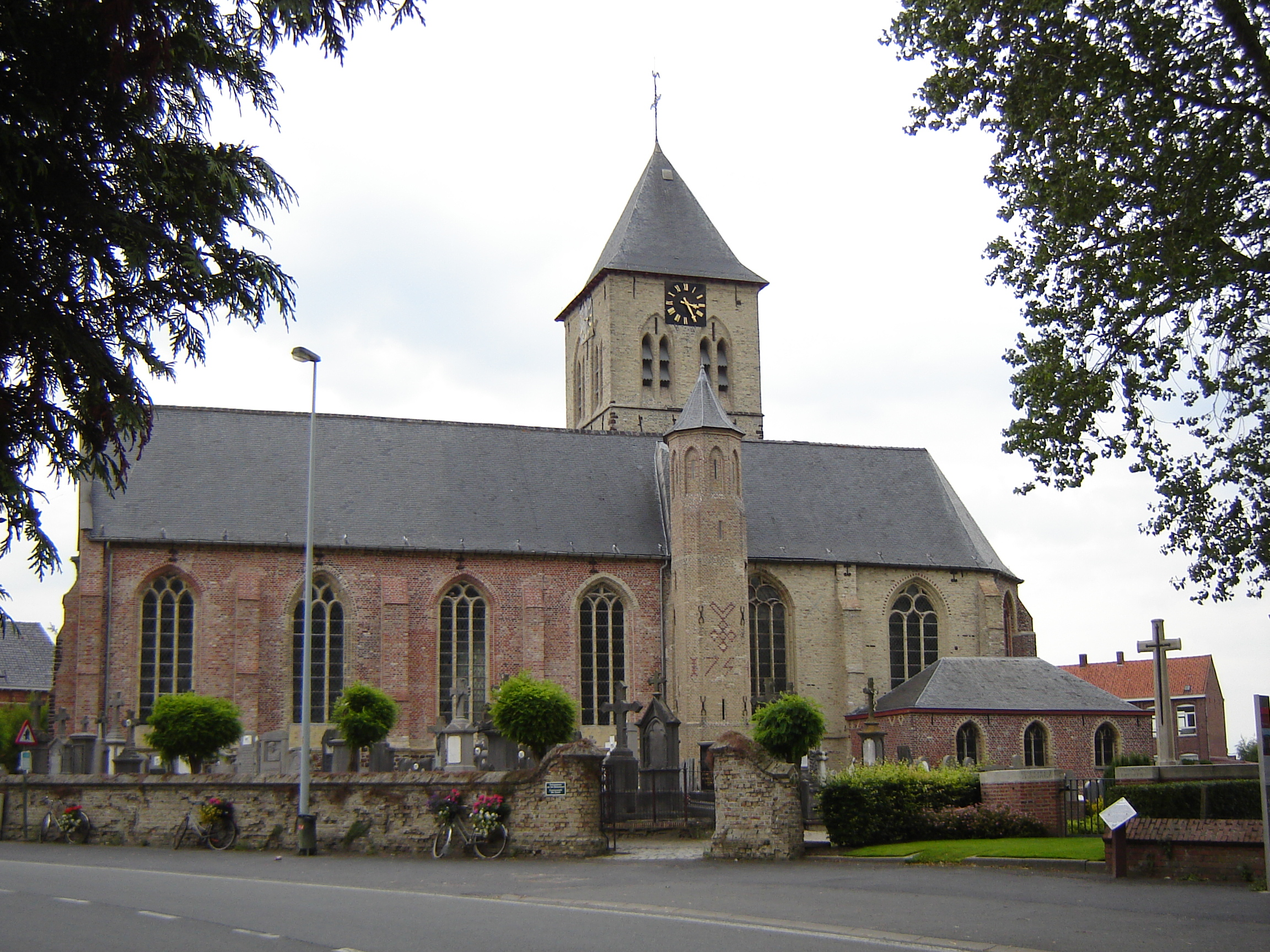
Église Saint-Védaste

Reningelst possède une église, l'église Saint-Védaste. En 1568 trois curés de Reninghelst ont été tués, à cause des guerres religieuses à cette époque. L'église a été incendiée en 1623 par des Geuses d'Ypres, puis reconstruite avec son apparence actuelle (aux alentours de 1623). Elle a été détruite une seconde fois durant la Première Guerre mondiale (1914-1918). Bien que le centre du village ait beaucoup souffert, les Allemands n'ont jamais occupé le village. Plus encore, le village était pour beaucoup de soldats une destination intermédiaire en route pour ou en revenant du front.
On y trouve le cimetière militaire de Reninghelst (nl)